# 지은아
지은아(본명: 김지은)은 대한민국의 가수이다.
현재 거주지는 서울특별시이다.

## 학력
- 동국대학교 한국음악학과 졸업

## 데뷔
- 2012년 싱글 앨범 "아시면서"

## 음반
- 2012년 아시면서

## 홍보대사
- 2012년 목동 홍익병원 홍보대사